# 復活LOVE
『復活LOVE』（ふっかつラブ）は、日本の男性アイドルグループ・嵐の通算48枚目となるシングル。2016年2月24日にジェイ・ストームから発売された。

## 背景
前作「愛を叫べ」から約5か月ぶりとなり、2016年では自身初のシングルとなる。

## リリース

### 発売形態
本作は、通常盤と初回限定盤の2種類あり、初回限定盤には、「復活LOVE」のミュージック・ビデオとメイキング映像を収録したDVDが付属され、さらに、16ページの歌詞ブックレットが封入されている。通常盤は、10面ある歌詞カードが封入されている。なお、初回限定盤と通常盤のCDジャケットはどちらも異なっている。
なお、事務所の先輩であり、同じレコード会社であるTOKIOのシングル「fragile」と同じ発売日である。

### dヒッツによる配信
表題曲「復活LOVE」は、本作が発売される前の2月1日に同曲のタイアップであるNTTドコモ「dヒッツ」で、30秒バージョンとフルバージョンが期間限定で独占配信された。また、この曲に加えて嵐の楽曲の中から“別れ・旅立ち”、“愛のチカラ“をテーマにした9曲を集めたスペシャルプログラムの期間限定配信もされた（配信曲、配信期間は下の項目を参照）。嵐の楽曲が音楽配信サービスで配信されるのは初の試みである。

#### 別れ・旅立ち編
※配信期間：2016年2月1日～4月30日、曲の詳細はそのページを参照。
1. 復活LOVE（30秒ver.）
2. マイガール
  - 28thシングル
3. Beautiful days
  - 24thシングル
4. アオゾラペダル
  - 17thシングル
5. 台風ジェネレーション -Typhoon Generation-
  - 3rdシングル
6. 冬のニオイ
  - 10thシングル『とまどいながら』カップリング曲
7. 忘れられない
  - 24thシングル通常盤カップリング曲
8. リフレイン
  - 9thアルバム『僕の見ている風景』収録曲
9. ひとりじゃないさ
  - 38thシングル『Face Down』初回限定盤カップリング曲
10. 君が笑えるように
  - 43rdシングル『GUTS!』通常盤カップリング曲

#### 愛のチカラ編
※配信期間：2016年3月1日から4月30日、曲の詳細はそのページを参照。
1. Love Situation
  - 7thアルバム『Time』収録曲
2. 時計じかけのアンブレラ
  - 28thシングル『マイガール』カップリング曲
3. 消えぬ想い
  - 36thシングル『迷宮ラブソング』初回限定盤カップリング曲
4. ふたりのカタチ
  - 37thシングル『ワイルド アット ハート』通常盤カップリング曲
5. おかえり
  - 44thシングル『誰も知らない』初回限定盤カップリング曲
6. キミの夢を見ていた
  - 13thアルバム『THE DIGITALIAN』収録曲
7. One Love
  - 22ndシングル
8. 迷宮ラブソング
  - 36thシングル
9. Bittersweet
  - 42ndシングル
10. 復活LOVE

## 制作
メンバーの松本潤と、表題曲の作曲と編曲にて楽曲提供した山下達郎が、それぞれのラジオ番組にて、制作エピソードを語った。
松本は2月21日放送のJFN系『ジャパモン』にゲスト出演した際、「今回の楽曲提供は2013年のコンサートに、山下夫婦（山下と、山下の妻である竹内まりや）が見に来てくれた際、終演後に山下が『いや～良かったなぁ。こういうライブだったら俺にもイメージあるな』と、漏らしたことがきっかけとなり、メンバーは「すぐ書いてください！」と山下に楽曲提供をお願いした。その後も「あの話本当にやってくれますか？」と徐々に話を進めていったところ、昨年の春頃に山下からデモテープが届き、歌入れをしてアレンジ作業などに入っていった」と明かした。
一方、山下も同日に放送された『山下達郎のサンデー・ソングブック』で、「嵐のようなスーパースターの場合は、裏方からの話題はあまり出てこないと思いますので」と前置きした上で、メンバーとの関係性や楽曲提供に関するトークを展開。山下は、嵐がまだジャニーズJr．だった10代の頃から彼らのステージを見ていたといい、特に松本とは中学生の頃から付き合いがあったという。松本が山下のライブを訪れることもあり、こうした縁から今回の楽曲提供に至ったと説明。「立派な大人に成長して、ちょうど良いタイミングで仕事ができたと思います」と、感慨深げに語った。
また、山下はメンバー5人のレコーディングに立ち会った（原則として、自分が楽曲提供したレコーディングの歌入れの際は、山下本人も立ち会う）そうで、「一番その現場で感じたのは、5人みんなそれぞれ、とっても特徴的な声を持っているんですよね。嵐のシングルの場合はボーカルに関しては、大野くんが中心になって、歌の進行をするっていうのが大体定番なんですが、相葉くんとか二宮くんの声も独特の哀愁がありましてですね。それにこう、櫻井くんのフラットなトーン。それから松潤はハモり好きなので、全部ハモってるんですが、この松潤のハモりを絡めていくとですね、得も言われぬムードが出てきます」と、個々の歌声を分析。今回は各自の歌の特徴がはっきり対比できるように“なるべく声に加工しない”方針で制作したという。
多忙な嵐だけにレコーディングは別々に行っており、全員にフルコーラスを歌ってもらい、「それをもとに吟味して歌う分担を決定」したとのこと。なお、歌割りは山下ではなく、長年嵐の制作に携わっているスタッフが決めたという。「その部分では、僕は一切関与しておりません。まぁ、相葉くんが『僕の“エンジェル”を使ってくれなかった』とか、そういうことをインタビューで言ってますが、それは僕は関与しない問題で。濡れ衣です」と、釈明。さらに、レコーディングの際のメンバーの様子について、大野と櫻井は立って歌い、相葉は椅子に座るスタイルだったが、二宮は椅子の上にあぐらをかいて歌い、松本は「なぜかバランスボールに座って歌っていた」と、報告していた。

## チャート成績
本作は2016年2月23日付のオリコンデイリーランキングで、前作「愛を叫べ」の初日売上24.2万枚を超える25.3万枚を売り上げデイリー1位を獲得した。
同年3月7日付のオリコン週間ランキングでは、前作「愛を叫べ」の初週売上46.3万枚を上回る48.5万枚を売り上げて、初登場1位を獲得した。37作連続・通算44作目の首位獲得で、歴代1位のB'z（通算、連続ともに48作）に次ぐ歴代2位をつけてる。
また、TBS系音楽番組『COUNT DOWN TV』では、放送1111回目の時に本作が1位を獲得した。

## 収録曲
- タイトルやタイアップなどは、公式サイトに従う。

### CD

#### 通常盤
1. 復活LOVE
作詞：竹内まりや
作曲・編曲：山下達郎
  - NTTドコモ「dヒッツ」CMソング

山下のコーラスとリズムとカッティングギターにのせて、いつの時代も変わらない普遍的な男女の恋愛情景を切なく歌うメロディアスな曲[20]。間奏のガット・ギターを佐橋佳幸が、ストリングス・アレンジを牧戸太郎が、それぞれ手がけている[21]。
竹内まりやが作詞を担当し、恋愛のリアリティや具体性にフォーカスしたラブソングになっていて、嵐としては新しいラブソングの局面を与えている[22]。
ミュージック・ビデオには、嵐と同じジャニーズ事務所所属である生田斗真と相手役としてファッションモデルの伽奈が出演している。[23]。撮影場所は「品川シーズンテラス」である[24]。PV監督は、森義仁。
2. 愛のCollection
作詞:paddy
作曲:Chris Meyer
編曲:吉岡たく
3. Bang Bang
作詞:100+
作曲:Robert Hanna、Ninos Hanna、Jeppe Reil、Thomas Reil
編曲:石塚知生
4. Are you ready now?
作詞:みうらともかず
作曲・編曲:Jeremy Hammond
サックスソロは、山下達郎のライブツアーメンバーである宮里陽太が演奏している[25]。
5. 復活LOVE（オリジナル・カラオケ）
6. 愛のCollection（オリジナル・カラオケ）
7. Bang Bang（オリジナル・カラオケ）
8. Are you ready now?（オリジナル・カラオケ）

#### 初回限定盤
1. 復活LOVE
2. affection
作詞・作曲：nobby
編曲：佐々木博史
3. affection（オリジナル･カラオケ）

### DVD
※初回限定盤のみ
1. 「復活LOVE」ビデオ・クリップ&メイキング映像
2. “復活LOVE”スペシャルトーク

## 収録アルバム
- Are You Happy?（#1）
- 5×20 All the BEST!! 1999-2019（#1）
- ウラ嵐BEST 2016-2020（初回限定盤#2, 通常盤#2 - 4）

## 映像作品
復活LOVE
- ARASHI LIVE TOUR 2016-2017 Are You Happy?
- ARASHI Anniversary Tour 5×20